# Princeville (Karolina Północna)
Princeville – miasto w Stanach Zjednoczonych, w stanie Karolina Północna, w hrabstwie Edgecombe.